# Jaime Giraldo
Jaime Andrés Giraldo Ocampo (Bogotà, 8 febbraio 1998) è un calciatore colombiano, difensore dell'Unión Magdalena.

## Palmarès

### Club

#### Competizioni nazionali
- Copa Colombia: 2

Independiente Medellín: 2019, 2020